# ASA 2013 Târgu Mureș
Asociația Sportivă Ardealul 2013 Târgu Mureș é um clube de futebol profissional romeno da cidade de Târgu Mureş que joga o Campeonato Romeno de Futebol.

## Títulos

### Nacionais
Liga II:
- Campeões (1): 2009–10

## Elenco Atual
Última atualização: 17 de junho de 2016
Nota: Bandeiras indicam equipe nacional, conforme definido pelas regras de elegibilidade da FIFA. Os jogadores podem ter mais de uma nacionalidade não-FIFA.
| N.º |           | Posição | Jogador                   |
| --- | --------- | ------- | ------------------------- |
| 1   | Roménia   | G       | Adrian Viciu              |
| 2   | Espanha   | D       | Javier Velayos            |
| 4   | Espanha   | D       | Iván González             |
| 6   | Roménia   | M       | Gabriel Mureșan (Capitão) |
| 9   | Croácia   | M       | Filip Jazvić              |
| 11  | Roménia   | A       | Andrei Ciolacu            |
| 13  | Roménia   | M       | Robert Candrea            |
| 14  | Roménia   | D       | Gabriel Matei             |
| 15  | Roménia   | D       | Szabolcs Török            |
| 16  | Argentina | A       | Ramiro Costa              |
| 17  | Roménia   | M       | Laurențiu Buș             |
| 18  | Roménia   | A       | Răzvan Stoica             |

| N.º |         | Posição | Jogador           |
| --- | ------- | ------- | ----------------- |
| 23  | Roménia | D       | Marius Constantin |
| 27  | Roménia | D       | Ionuț Balaur      |
| 30  | Roménia | M       | Adrian Borza      |
| 33  | Roménia | G       | Eduard Stăncioiu  |
| 77  | Brasil  | M       | Bruno Martins     |
| 78  | Senegal | M       | Ousmane N'Doye    |
| 95  | Roménia | G       | Csongor Fejer     |
| 96  | Roménia | M       | Norbert Feketics  |
| 99  | Roménia | M       | Claudiu Voiculeț  |
| —   | Roménia | M       | Carlos Cherteș    |
| —   | Nigéria | A       | Benjamin Kuku     |